# Alexander Löhr
Alexander Löhr, född 20 maj 1885 i Turnu Severin, död 26 februari 1947 i Belgrad, var en österrikisk generalöverste i Luftwaffe. Han var från 1943 till 1945 befälhavare för Armégrupp E, som bland annat opererade i Jugoslavien och Grekland.

## Biografi
Löhr stred som infanteriofficer i första världskriget. Efter 1933 var han en av de ansvariga för uppbyggnaden av Österrikes flygvapen. Efter Anschluss, Tysklands annektering av Österrike i mars 1938, utsågs Löhr till kommenderande general i Ostmark, vilket var det nya namnet på Österrike. Från 1939 till 1942 var han chef för Luftflotte 4 och deltog i Polenfälttåget 1939 och Balkanfälttåget 1941. Den 25 september 1939 gav han order om att Warszawa skulle bombas. Tre dagar senare kapitulerade staden. Den 31 mars 1941 gav Löhr order om Unternehmen Strafgericht, luftangreppet mot Belgrad. Den 6 april inleddes bombangreppen mot staden och de utfördes i vågor, både dag och natt.
Den 1 januari 1943 utnämndes Löhr till befälhavare för Armégrupp E (Heeresgruppe E), som hade bildats av 12:e armén. Han ledde bland annat erövringen av Tolvöarna i slutet av år 1943. Löhr var en av de huvudansvariga för deportationen av judar från Grekland och Albanien.
Löhr tillfångatogs av brittiska trupper i andra världskrigets slutskede och utlämnades den 15 maj 1945 till jugoslaviska myndigheter. Löhr ställdes i februari 1947 inför en militärdomstol, åtalad för krigsförbrytelser, i synnerhet för bombangreppet mot Belgrad i april 1941. Han dömdes till döden och avrättades genom arkebusering.

## Utmärkelser i urval
Alexander Löhrs utmärkelser
- Riddarkorset av Järnkorset med eklöv
  - Riddarkorset: 30 september 1939
  - Eklöv: 20 januari 1945
- Riddarkorset av Frans Josefsorden
- Ärekorset
- Järnkorset av första klassen: 25 september 1939
- Järnkorset av andra klassen: 12 september 1939
- Såradmärket i silver
- Pilot- och observatörsmärket i guld med diamanter
- Krimskölden